# Wilhelm von Apell
Wilhelm Heinrich Erwin Adolf Friedrich Martin von Apell (* 16. Januar 1892 in Bückeburg; † 3. Juli 1969 in Varnhalt) war ein deutscher Generalleutnant im Zweiten Weltkrieg.

## Leben
Wilhelm von Apell besuchte ab 1903 zunächst das Kadettenhaus Bensberg und wechselte später an die Hauptkadettenanstalt nach Groß-Lichterfelde. Von hier aus trat er am 31. März 1910 als chargierter Fähnrich in das Westfälische Jäger-Bataillon Nr. 7 der preußischen Armee in seiner Heimatstadt ein. Dort erhielt er am 16. November 1910 das Patent zu seinem Dienstgrad und wurde am 18. August 1911 zum Leutnant befördert. Im Oktober 1912 absolvierte er einen Übungskurs der Infanterieschule auf der Truppenübungsplatz Munster und wurde von Juli bis Ende September 1913 zu einer Maschinengewehrausbildung auf dem Truppenübungsplatz Elsenborn abkommandiert.

### Erster Weltkrieg
Mit Ausbruch des Ersten Weltkriegs rückte Apell als Zugführer der MG-Kompanie seines Bataillons, das ein Teil des VII. Armee-Korps war, aus und wurde vom August 1914 bis November 1915 als Bataillonsadjutant und Kompanieführer eingesetzt. Im August 1915 wurde er nach Berlin zu einem Kampfgaswirkungskurs für Offiziere abkommandiert. Nach der Rückkehr an die Ostfront wurde er am 2. November 1915 schwer verwundet, kam in das Kriegslazarett in Kowno, dann in das Reservelazarett in Cosel und in das Reservelazarett in Hannover. Nach seiner Genesung kam er Anfang April 1916 zum Ersatzbataillon und war dort in der Folge bis August 1916 Kompanieführer. In gleicher Funktion wurde Apell ab 1. September 1916 im Reserve-Jäger-Bataillon Nr. 7 verwendet und am 5. Oktober 1916 zum Oberleutnant befördert. Am 19. Dezember 1916 wurde er nördlich Stravolka verwundet und kam in das Feldlazarett nach Bukarest. Nach seiner Genesung wurde er am 17. Januar 1917 zum Kommandant des Stabsquartiers des Gouvernements Bukarest ernannt. Bereits einen Monat später wurde er von diesem Posten abberufen, kurzzeitig zur 217. Infanterie-Division versetzt und dann am 28. Februar 1917 in das Reserve-Jäger-Bataillon Nr. 7 zurückversetzt. Apell übernahm am 28. August 1917 die Führung der 2. MG-Kompanie und war zeitgleich mit der Wahrnehmung der Geschäfte als MG-Offizier beim Bataillonsstab beauftragt. Am 21. Dezember 1917 wurde er dann Führer des Reserve-Jäger-Bataillons Nr. 7. Nach dem 11. April 1918 wurde er zur Führung kleiner Detachements zum 29. Bayerischen Infanterie-Regiment versetzt, um am 5. Mai den Posten des Polizeimeisters in der Festung Sewastopol zu übernehmen. Am 10. Juli 1918 kehrte Apell zu seinem ehemaligen Bataillon zurück. Für seine Tätigkeit während des Krieges wurde Apell mit beiden Klassen des Eisernen Kreuzes, dem Verwundetenabzeichen in Silber, dem Bayerischen Militärverdienstorden IV. Klasse mit Schwertern, dem Hanseatenkreuz Hamburg sowie dem Kreuz für treue Dienste ausgezeichnet.

### Zwischen den Weltkriegen
Apell wurde im Oktober 1919 in die Vorläufige Reichswehr übernommen und bei der Infanterieschießschule in Wünsdorf eingesetzt. Im November 1919 wurde er dann zur Lehrtruppe der Infanterieschule nach München versetzt und kam im Mai 1920 in das Reichswehr-Infanterie-Regiment 30. Seit April 1920 war er beim Reiter-Regiment 18 in München. Dann wurde er im Oktober 1923 in das 1. (Preußische) Infanterie-Regiment versetzt und hier am Ende November 1923 im Stab des II. Bataillons in Insterburg verwendet. Bereits am 1. November 1923 war Apell zum Hauptmann befördert worden. Als solcher war er vom 1. März bis 22. Juni 1924 beim Stab des Ausbildungs-Bataillons. Nach einem Minenwerferlehrgang im Frühjahr 1924 wurde er am 23. Juli 1924 zum Chef der 6. Kompanie ernannt. Ab Oktober 1932 war er als Rittmeister beim Stab des 16. Reiter-Regiments. Am 1. September 1933 folgte seine Beförderung zum Major, im Oktober 1935 die Ernennung zum Kommandeur des Kradschützen-Bataillons 2 in Eisenach sowie im April 1936 die Beförderung zum Oberstleutnant. Im August 1938 wurde er Kommandeur des Kavallerie-Schützen-Regiments 11 in Waidhofen an der Thaya (umbenannt in Schützen-Regiment 11).

### Zweiter Weltkrieg
Mit dem Schützen-Regiment 11 nahm Oberstleutnant von Apell am Überfall auf Polen teil, wurde am 30. September 1939 zum Oberst befördert und im Februar 1940 zum Kommandeur der 9. Schützen-Brigade ernannt. Bei dem Balkanfeldzug wurde er am 12. April 1941 im Wehrmachtbericht namentlich genannt:
Bei dem Vorstoß einer Panzerdivision auf Üsküb am 6. und 7. April haben sich Oberst Apell, Kommandeur einer Schützenbrigade, und Oberstleutnant Borowietz, Kommandeur einer Panzerjägerabteilung, besonders ausgezeichnet.
Nach dem Einsatz in Frankreich und auf dem Balkan wurde er am 20. April 1941 zum Generalmajor befördert und erhielt am 14. Mai 1941 das Ritterkreuz des Eisernen Kreuzes für das Durchstoßen der serbischen Stellungen bei Stracin (Mazedonien) und der englischen Stellungen am Klidi-Pass bei Florina.
Nach Beginn des Feldzuges gegen die Sowjetunion wurde Generalmajor von Apell in die Führerreserve nach Wien versetzt und übernahm im September 1941 das Kommando der neu aufgestellten 22. Panzer-Division, die bei Fall Blau eingesetzt wurde und nach Stalingrad vorgestoßen ist. Vom Oktober 1942 wurde er in die Reserve im Wehrkreis XVII in Wien versetzt, war als Inspekteur bei der Wehrersatzinspektion Wien für die Ausbildung verwundeter Offiziere zuständig und wurde am 20. April 1943 zum Generalleutnant befördert. Mit der bedingungslosen Kapitulation der Wehrmacht geriet er am 8. Mai 1945 in amerikanische Kriegsgefangenschaft.
Am 11. Juni 1947 wurde er entlassen, reiste in die französische Besatzungszone und lebte fortan in Varnhalt bei Baden-Baden. Apell war Ehrenritter des Johanniterordens.